# Conspiración de José Zamora
La Conspiración de José Zamora fue una intentona realista de desbaratar el gobierno republicano independiente de Costa Rica en 1826 y devolver el país a la corona española de Fernando VII.

## Contexto y llegada de José Zamora
Tras la caída del Primer Imperio Mexicano y la breve Guerra civil de Costa Rica 1823, la provincia vivía un período de relativa paz bajo el gobierno del primer jefe de Estado, Juan Mora Fernández, electo en 1825. Sin embargo, persistía un descontento latente en ciertos sectores, especialmente en las ciudades de Cartago y Heredia, nostálgicos del antiguo régimen monárquico.
En este ambiente, a finales de 1824, arribó a Costa Rica el teniente coronel del ejército español José Zamora. En 1824 había sido expulsado de la Gran Colombia, por enemigo de la independencia, el teniente coronel del ejército español José Zamora. Lo que no se sabía públicamente en ese momento era que Zamora era uno de los treinta y un agentes comisionados en secreto por el rey Fernando VII para organizar y fomentar una contrarrevolución que devolviera las antiguas colonias al dominio español.
Llegó a Costa Rica hacia la misma época junto a un francés, pero era en realidad un agente secreto que había venido a América comisionado, junto a otros treinta y uno, por el Gobierno de Fernando VII para fomentar una contrarrevolución realista en América. Así lo declaró él mismo en febrero de 1826.  
A pesar de sus antecedentes, fue recibido con hospitalidad ya que no existía en el país un sentimiento de hostilidad contra los españoles. Aprovechando la falta de recelo de las autoridades, Zamora comenzó a conspirar abiertamente contra el sistema independiente, criticando la abolición de los fueros eclesiástico y militar, lo que le granjeó simpatías entre algunos clérigos y antiguos oficiales.
Como no pudo hacerlo en la Gran Colombia, marchó a Costa Rica y lo intentó contra el recién constituido gobierno de Juan Mora Fernández; como no encontraba apoyos en San José, e incluso 44 ciudadanos firmaron una petición para que se le expulsara, alarmados por su propaganda realista, tramó una conspiración en Alajuela, Heredia y Cartago con la ayuda del sacerdote herediano Joaquín Carrillo y Colina, quien le consiguió numerosos cómplices descontentos con el gobierno independiente, sobre todo por haber abolido los fueros eclesiástico y militar.

## La conspiración
Al no encontrar suficiente apoyo en la capital, Zamora trasladó su centro de operaciones a Heredia. Allí se alió con el influyente presbítero don Joaquín Carrillo y Colina, quien se convirtió en una pieza clave para reclutar cómplices. El descontento por la abolición de los fueros y, en el caso de Alajuela, por la medición de tierras comunales, sirvió como catalizador para la conspiración.
Entre ellos estaban el capitán Juan José Soto, José Manuel Villegas (alcalde de barrio de Alajuela), José Antonio Gutiérrez, Pedro Pablo Castro, Encarnación Herrera, Pedro Araya, José Joaquín Céspedes y Juan Manuel Galarza.
El plan era audaz: tomar por asalto los cuarteles de Alajuela y Heredia, y desde allí, lanzar un llamado a los demás pueblos para que se unieran a la causa realista. El objetivo final de Zamora era ser nombrado comandante general de las armas del Estado y, una vez consolidado su poder, solicitar el envío de tropas desde La Habana para asegurar el territorio para la corona española.

## Desarrollo del ataque
El 28 de enero atacó la guarnición de Alajuela con el apoyo de unos doscientos hombres, armados principalmente con sables, machetes, palos y con unas pocas pistolas no contaban con fusiles, se reunió en el barrio de Las Ciruelas y marchó sobre el cuartel de Alajuela al grito de "¡Viva España!". El combate se prolongó por cerca de dos horas. La guarnición del cuartel, aunque sorprendida, logró organizar una defensa eficaz y repeler el asalto. El enfrentamiento se saldó con la derrota de los insurrectos, quienes dejaron tras de sí cuatro muertos y varios heridos antes de dispersarse en la oscuridad.

## Captura y consecuencias
El plan de Zamora hubiera sido tomar el cuartel de Alajuela y luego el de Heredia y hacer desde allí un llamamiento a la subversión a los pueblos. Una vez conseguido el gobierno, habría pedido tropas a La Habana.  
Tras el fracaso del asalto, Zamora y los demás cabecillas huyeron. Sin embargo, el 6 de febrero de 1826, Zamora fue capturado en las faldas del Volcán Poás. Fue conducido al cuartel de San José, donde, incluso estando prisionero, intentó seducir a la guarnición para que se uniera a su causa.
En su confesión, Zamora no mostró arrepentimiento, declarando que había actuado cumpliendo con su deber como leal vasallo de Fernando VII. Considerando el peligro que representaba y para evitar que la conspiración se extendiera, el jefe de Estado, Juan Mora Fernández, ordenó su fusilamiento de forma sumaria ese mismo día.
Diecisiete de sus cómplices fueron capturados y deportados. Otros fueron confinados a presidio o destinados a servir en el ejército federal. Sin embargo, se señaló en la época que muchos de los principales instigadores, especialmente en Heredia, quedaron impunes.
El único entre los insurrectos que logró escapar fue un tal Manuel Flores.  
La Intentona de Zamora, como se conoció al suceso, tuvo una gran resonancia en la República Federal de Centroamérica, y el gobierno de Costa Rica recibió felicitaciones por la rápida y enérgica respuesta que sofocó la rebelión.